# Salvador Armendares
Salvador Armendares i Torrent (Malgrat de Mar, 1893 - Ciudad de México, 1964) fue un político y médico de Cataluña, España. Desde joven se adscribió a Unió Catalanista y más tarde se licenció en Medicina en la universidad de Barcelona. Fue médico de la Alianza Mataronina y de la Federación de Sindicatos Agrícolas.
Fue muy activo en la oposición a la dictadura de Primo de Rivera. En 1931 ingresó en Esquerra Republicana de Catalunya, y en las elecciones al Parlamento de Cataluña de 1932 fue elegido diputado y concejal del ayuntamiento de Villafranca del Panadés. Durante la Guerra Civil fue jefe de la segunda comandancia de sanidad militar, con base en Gerona. En 1939 se exilió, primero en Francia y luego en México junto a su familia a bordo del barco Sinaia donde, durante el trayecto, ejerce de jefe de Sanidad. En México continuó ejerciendo su profesión y fundó la Bolsa del Médico Catalán. En el exilio secundó el movimiento de opinión independentista y fue vocal del Consejo Nacional de Cataluña en Londres. En la I Conferencia Nacional Catalana celebrada en México en 1953 fue designado presidente del Consejo Nacional Catalán, cargo que ocupó hasta su muerte en 1964.